# Palais du Séminaire (Lecce)
Le Palais du Séminaire est un bâtiment situé sur la Piazza del Duomo, dans le centre historique de Lecce, construit entre 1694 et 1709 dans le style baroque typique de la ville.
Il a été commandé par l'évêque Michele Pignatelli à l'architecte Giuseppe Cino.

## Description

### Extérieur

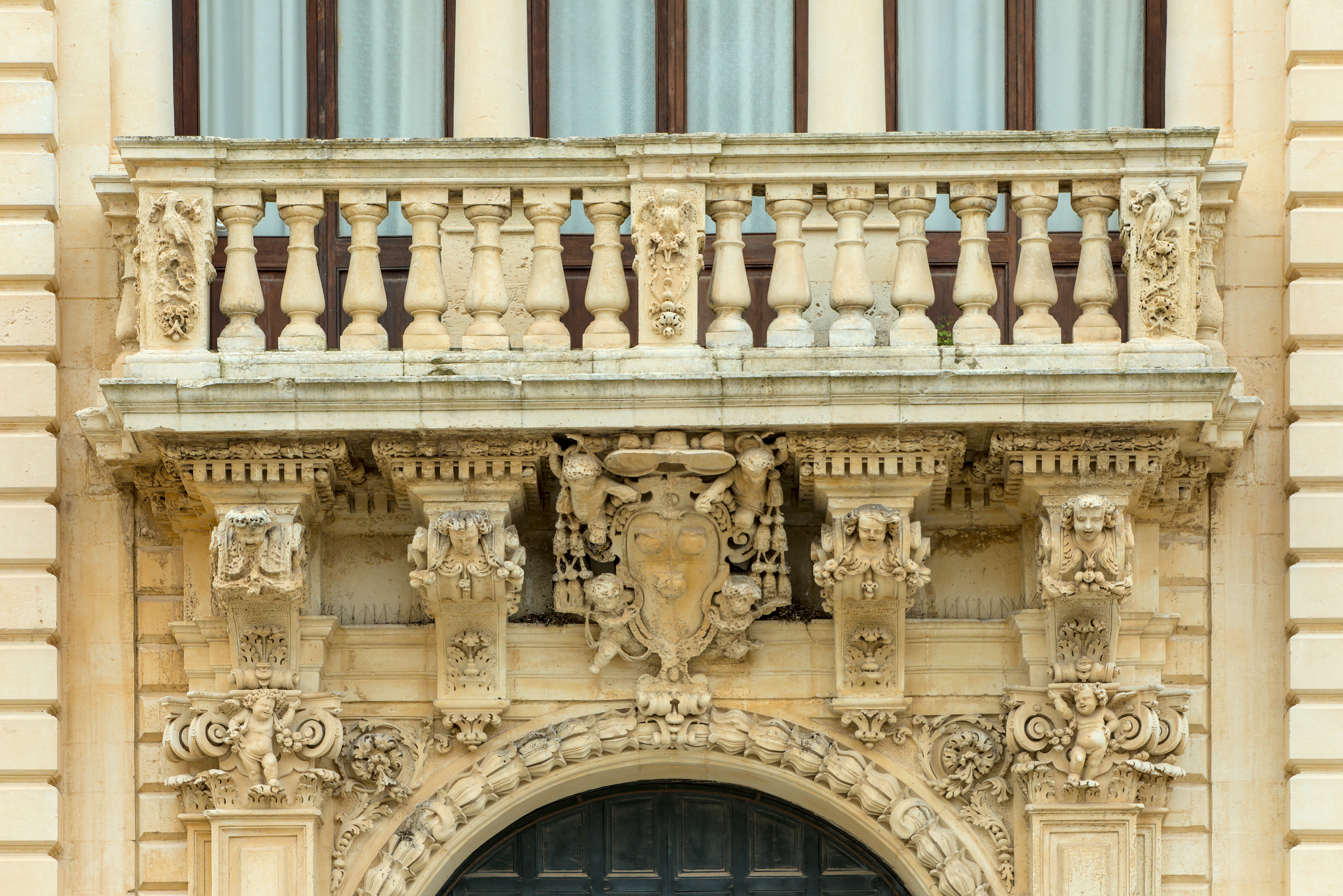
Le balcon central.

L'architecte, en dessinant le plan du Séminaire, s'est inspiré de la façade du Palais des Célestins. La façade monumentale se compose d'une structure inférieure à deux étages, avec une riche décoration, et d'un troisième étage supérieur, conçu par l'architecte Manieri, plus simple et linéaire.
La façade des deux premiers étages, en pierre de taille abaissée, est rythmée par un ordre colossal de pilastres surélevés par des piédestaux entre lesquels se trouvent deux ensembles de huit fenêtres au riche encadrement. Au centre de la façade, le portail d'accès est dominé par un grand balcon avec une fenêtre à trois arches. L'ordre est couronné d'une balustrade formée de petites colonnes entrecoupées de petits piliers.

### Intérieur
Sur les murs latéraux, huit bustes en pierre de Lecce représentent les docteurs de l'Église (Sant'Atanasio, San Tommaso d'Aquino, San Girolamo, Sant'Ambrogio, San Giovanni Crisostomo, San Bonaventura, Sant'Agostino et San Gregorio).
Au centre de la cour, il y a un puits en pierre décoré comme un panier avec une poignée.
À l'intérieur du palais, il y a une chapelle de 1696, qui conserve des peintures telles San Gregorio Taumaturgo de 1696, de Paolo de Matteis, et San Vincenzo di Zaragoza et Santa Domenica.
Au premier étage, le bâtiment abrite le « Musée diocésain  » et la « Biblioteca Innocenziana  », du nom du pape Innocent XII qui avait été évêque de la ville. La bibliothèque contient plus de dix mille volumes, dont certains datent également des XVe et XVIe siècles.

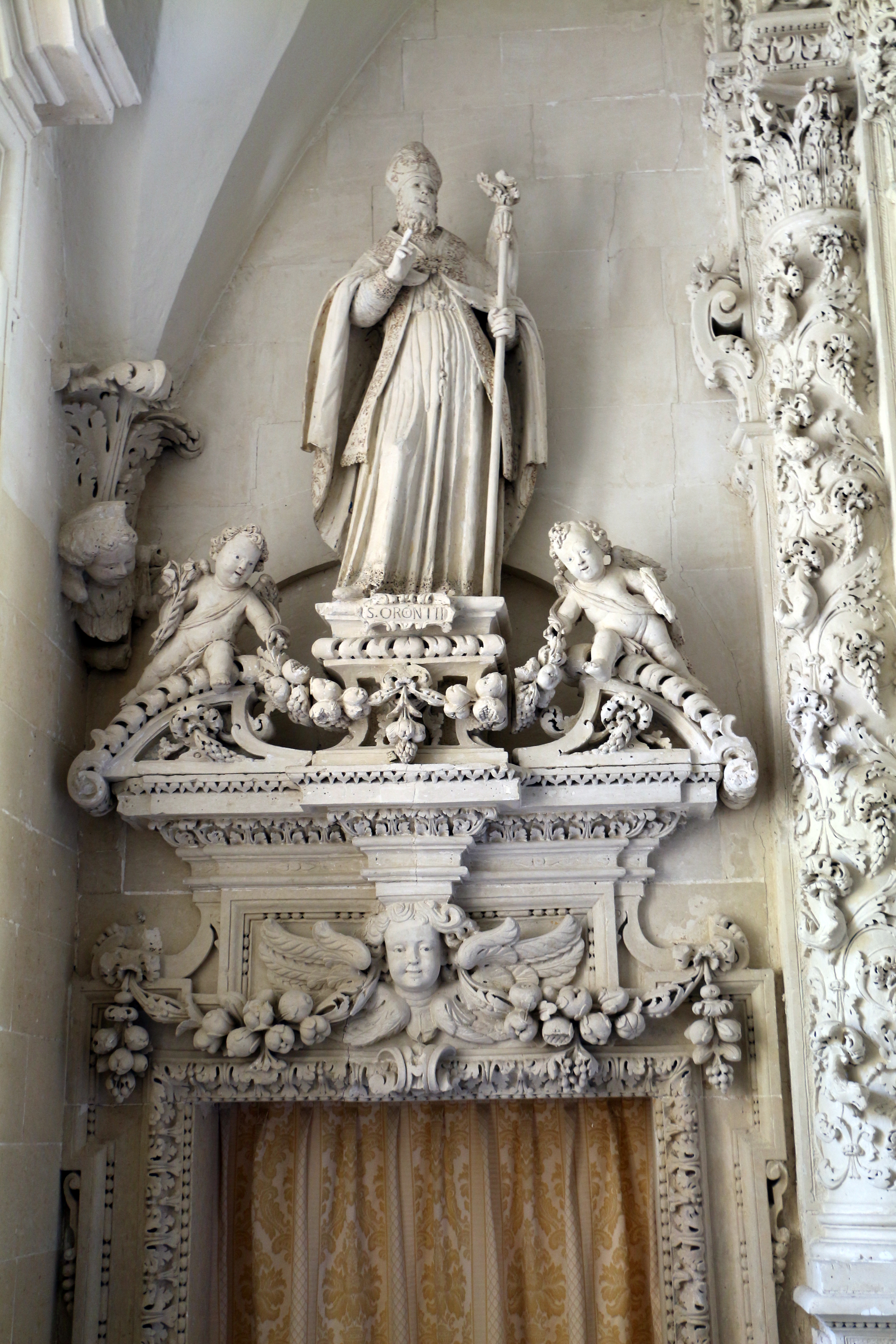
Stucs de la chapelle.
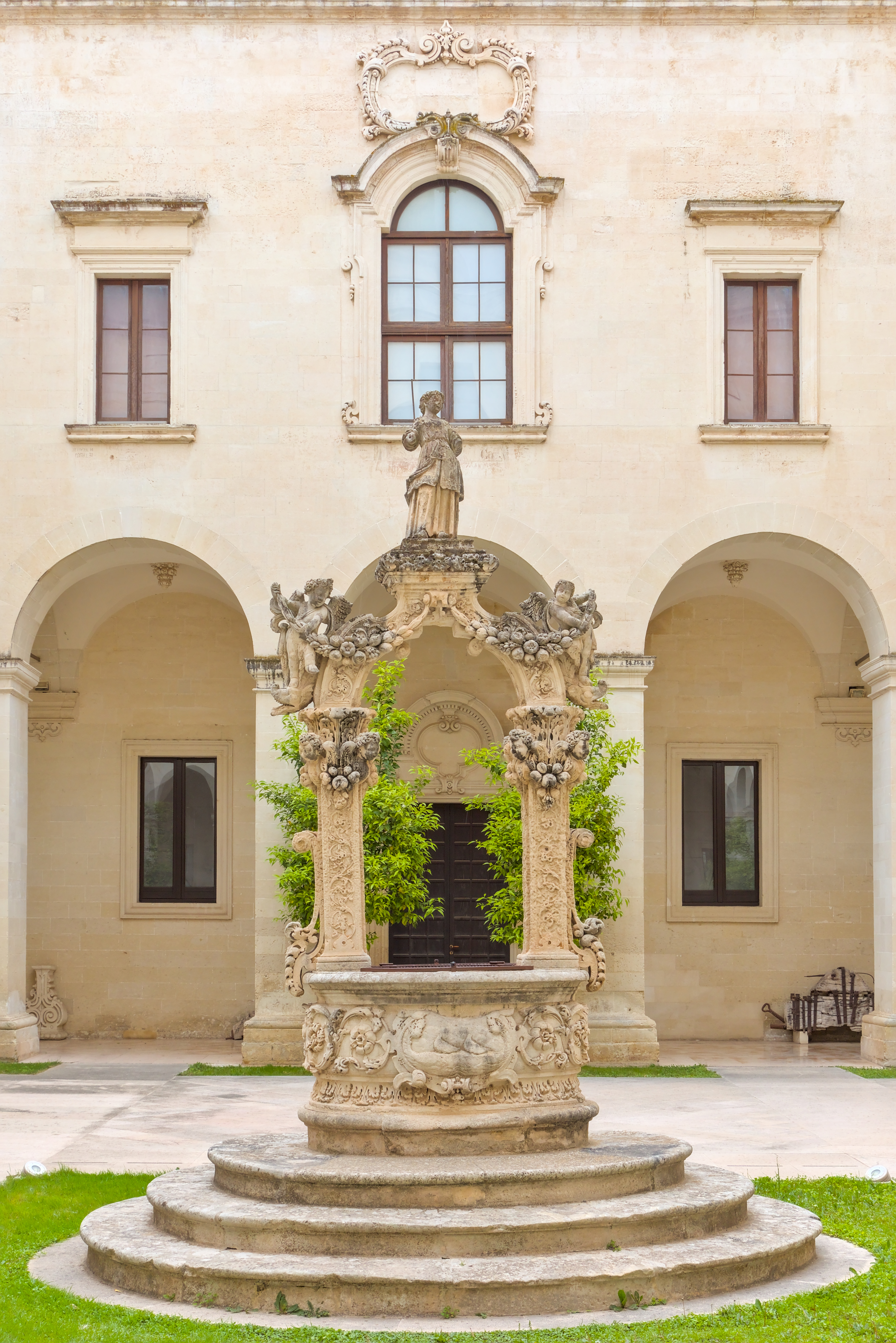
La cour.